# Sousel
Sousel là một huyện thuộc tỉnh Portalegre, Bồ Đào Nha. Huyện này có diện tích 279 km², dân số thời điểm năm 2001 là 5780 người.